# Hindustan Aeronautics HF 24
Die HAL HF 24 Marut ist ein einsitziger Jagdbomber des indischen Herstellers Hindustan Aeronautics, der bei der indischen Luftwaffe im Einsatz stand. Der Name des Flugzeugs geht zurück auf das indische Wort Marut (Sanskrit: मरुत्), das mit „Windgeist“ übersetzt werden kann. Die Maschine ist das erste in Indien gebaute Überschall-Kampfflugzeug.

## Geschichte
Indien wollte sich zu Beginn der 1950er Jahre unabhängig von Waffenimporten machen, deshalb setzte die Regierung der bis anhin unerfahrenen staatlichen Hindustan Aeronautics den Auftrag, einen Mach 2 schnellen Jet zu entwickeln. Die Entwicklung der HF 24 begann 1956. Im Auftrag der Regierung begann Kurt Tank, unterstützt von 16 deutschen Fachleuten, die 1955 mit ihm nach Indien gekommen waren, und 22 indischen Assistenten mit dem Flugzeugentwurf. Für Flugversuche entstand zuerst ein doppelsitziges, hauptsächlich aus Sperrholz gebautes Gleitflugzeug mit gleicher Tragflügelprofildicke und -grundriss im Maßstab 1:1, dessen Cockpit dem geplanten Jagdbombenflugzeug weitestgehend nahekam. Das Fahrwerk war pneumatisch einfahrbar, ein Antitrudelschirm installiert. Mit Testpilot Roshan Lal Suri am Steuer startete das X-241 bezeichnete antriebslose Flugzeug am 3. April 1959 zum Erstflug hinter einer Douglas Dakota Mk.IV (BJ 449) im Flugzeugschlepp bis auf 17.500 ft (ca. 5.330 m). Die Sinkgeschwindigkeit betrug 19 m/s (3800 ft/min). Nach 86 Testflügen, bei denen beispielsweise die Längsstabilität geprüft und die Phygoide erflogen wurde, fuhr bei einer Landung das Bugrad nicht aus. Das Flugzeug wurde beschädigt und nicht weiter für Flugversuche genutzt.
Der Erstflug der seriennahen motorisierten Version fand am 17. Juni 1961 statt. Als Antrieb waren ursprünglich zwei leistungsstarke Bristol Orpheus 12 vorgesehen, welche mit Nachbrenner 47,09 kN Schub bieten sollten, doch die Entwicklung wurde von der Bristol Aeroplane Company gestoppt und eine Weiterentwicklung auf Kosten von HAL war für die Inder zu teuer. Als kein Triebwerk mit der notwendigen Leistung mehr verfügbar war, wurden die HF 24 mit einer Lizenzversion des Strahltriebwerks Bristol Orpheus 703 ausgerüstet, die Hindustan herstellte. HAL kaufte zur Erprobung sechs sowjetische Tumanski RD-9, doch deren Lebensdauer war zu kurz und die Sowjetunion wollte keine technische Details teilen, welche für einen Einbau in der HAL HF 24 notwendig gewesen wären. Deshalb konnte die angestrebte doppelte Schallgeschwindigkeit trotz der guten Konstruktion nie erreicht werden. Bis 1977 wurden 129 Serienflugzeuge gebaut, davon waren 18 Doppelsitzer mit hintereinander angeordneten Sitzen für Trainingszwecke, die erst 1970 in den Dienst kamen.
Die HF 24 wurde erstmals 1971 im Bangladesch-Krieg vor allem gegen Panzer und Fahrzeugkolonnen eingesetzt. Dabei kam es auch zum einzigen Luftkampf einer HF 24, bei der eine pakistanische North American F-86F Sabre abgeschossen wurde ohne eigenen Verlust durch Luftgefechte, jedoch wurden vier HF 24 durch terrestrische Luftabwehr abgeschossen und zwei am Boden zerstört. Drei Piloten wurden mit dem Vir Chakra ausgezeichnet.
Bei den Piloten war die HF 24 als zuverlässiges Flugzeug mit guten Flugeigenschaften beliebt und blieb trotz deutlich zu schwacher Triebwerke bis Mitte 1985 im aktiven Dienst und wurde erst dann durch die MiG-23BN, MiG-27ML und SEPECAT Jaguar ersetzt. Es war weniger der militärische Nutzen, sondern die technische Erfahrung der indischen Luftfahrtindustrie, welche die HF 24 zum Gewinn für Indien machte.

## Militärische Nutzung
Indien
- Indische Luftwaffe

## Technische Daten
| Kenngröße             | Daten                                                               |
| --------------------- | ------------------------------------------------------------------- |
| Besatzung             | 1                                                                   |
| Länge                 | 15,87 m                                                             |
| Spannweite            | 9 m                                                                 |
| Höhe                  | 3,6 m                                                               |
| Flügelfläche          | 28 m²                                                               |
| Flügelstreckung       | 2,9                                                                 |
| Leermasse             | 6.195 kg                                                            |
| max. Startmasse       | 10.908 kg                                                           |
| Antrieb               | zwei Strahltriebwerke HAL/Bristol Orpheus Mk 703; je 2.200 kg Schub |
| Höchstgeschwindigkeit | Mach 1,2 in 12.000 m Höhe                                           |
| Einsatzradius         | 398 km in 12.000 m Höhe                                             |

## Bewaffnung
- vier Aden-30-mm-Kanonen
- ein fahrbarer Rost mit 50 SNEB-68-mm-Raketen in der Rumpfwanne
- vier Aufhängungen unter den Tragflächen für vielfältige Waffentypen

## Erhaltene Exemplare

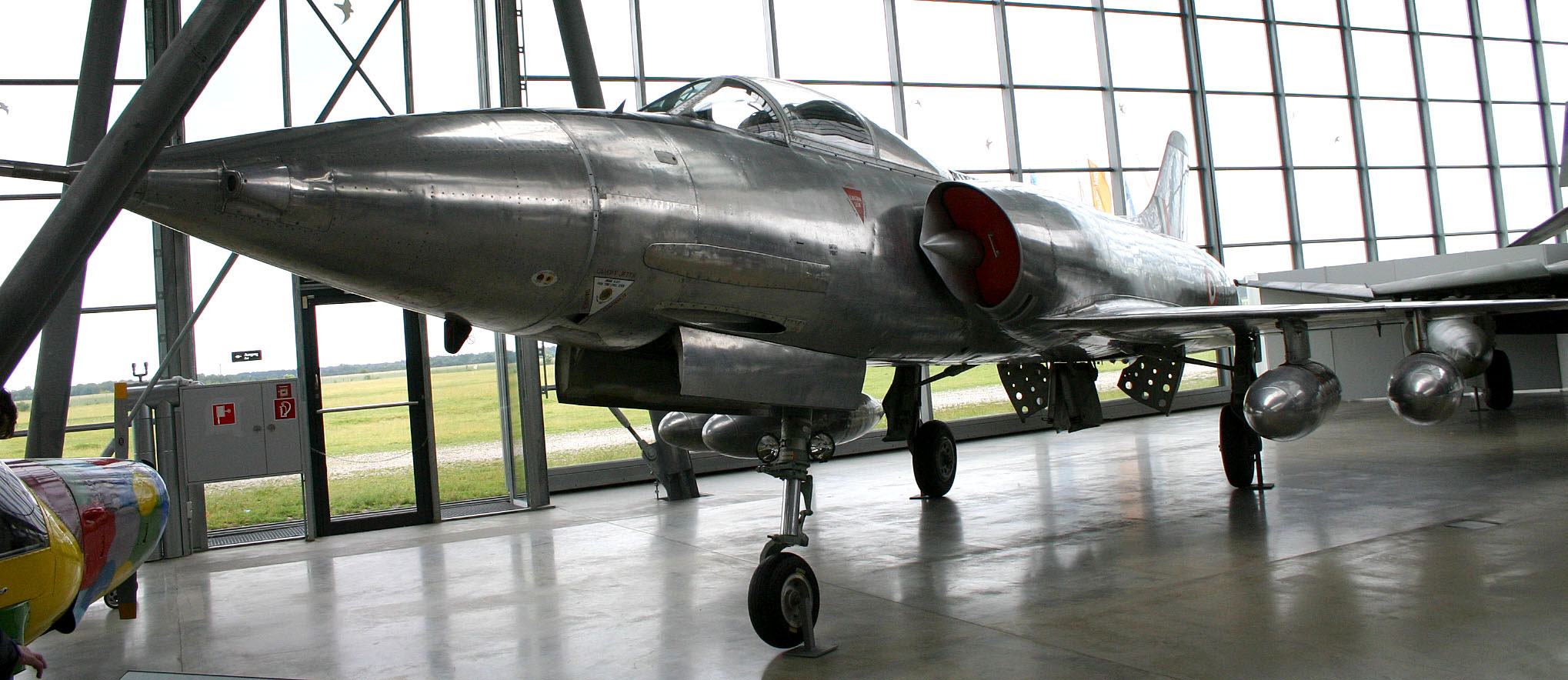
HF 24 Marut in der Flugwerft Schleißheim

Ein Flugzeug gehört der Flugwerft Schleißheim. Es war ein Geschenk Indiens an die Witwe von Kurt Tank. Es wurde ab 2019 als Leihgabe im Luftfahrtmuseum Wernigerode ausgestellt.
Zwei weitere befinden sich in Indien; eine außer Dienst gestellte Maschine steht vor dem Gelände des HAL-Museums in Bengaluru, ein Mock-up im Kamla Nehru Park in Pune.